# Márcia Huçulak
Márcia Cecilia Huçulak (Tangará, 22 de novembro de 1961) é uma enfermeira e política brasileira filiada ao Partido Social Democrático. Atualmente exerce mandato na Assembleia Legislativa do Paraná. 

## Biografia
Descendente matrilinear de italianos e patrilinear de ucranianos, é formada em enfermagem pela PUC-PR, com especialização em Saúde Pública pela Fiocruz e tem mestrado em Planejamento e Financiamento em Saúde pela Universidade de Londres.
Durante a sua carreira assumiu vários cargos nos serviços de saúde no Paraná. Também atuou em Brasília, como assessora técnica do CONASS (Conselho Nacional de Secretários de Saúde).

## Carreira política
Começou a sua carreira política, sendo nomeada como Secretária Municipal de Saúde de Curitiba, em 2017, pelo prefeito Rafael Greca (PSD). Durante sua gestão, ela teve que lidar com a Pandemia de COVID-19 na capital paranaense. Em 2022, ela renunciou ao cargo para disputar as eleições. Nas eleições estaduais de 2022, ela foi eleita pelo PSD para o cargo de deputada estadual com 75.659 votos.

## Desempenho em eleições
| Ano  | Eleição            | Coligação     | Partido | Candidata a       | Votos          | Resultado |
| ---- | ------------------ | ------------- | ------- | ----------------- | -------------- | --------- |
| 2022 | Estadual do Paraná | sem coligação | PSD     | Deputada estadual | 75.659 (1,24%) | Eleita    |